# Enrico I da Settala
Enrico I da Settala (1175 circa – Brebbia, 16 settembre 1230) è stato un arcivescovo cattolico italiano.

## Biografia
Apparteneva ad una nobile famiglia milanese, che aveva vantato tra le proprie file numerosi capitani del popolo della città di Milano e numerosi uomini d'arme di valente fama.
Intrapresa la carriera ecclesiastica, divenne cimiliarca della cattedrale di Milano e successivamente, il 7 novembre 1213 venne eletto arcivescovo della medesima sede da papa Innocenzo III, nonostante l'opposizione del comune che si rifiutava di fargli prendere possesso della carica, incappando così in minacce di scomunica da parte del pontefice.
Il 23 febbraio 1218 è incaricato, assieme al vescovo di Bergamo Giovanni Tornielli, di assolvere la città di Milano dalla scomunica scagliata da papa Onorio III quando la sua popolazione aveva prestato aiuto all'imperatore Ottone IV contro la volontà del Pontefice.
Nella primavera del 1220 il governo cittadino viene retto da una maggioranza popolare (la cosiddetta Credenza di Sant'Ambrogio), che obbligò l'arcivescovo Enrico da Settala, allora a capo del partito aristocratico, a lasciare la città; il prelato, perciò, decide nell'autunno di quello stesso anno di partire alla volta delle Crociate, facendo ritorno a Milano nei primi mesi del 1221, dove il 2 maggio di quello stesso anno consacrerà l'Abbazia di Chiaravalle.
I contrasti con la città erano però destinati a non finire: il 16 luglio 1221 il consiglio comunale di Milano impose al podestà Amizone Sacco di Lodi di bandire l'arcivescovo Enrico da Settala, perché l'anno prima aveva scomunicato le autorità comunali milanesi; alla fine si arriva ad un accordo e ad una consequenziale pace tra il partito popolare e quello aristocratico, tregua che verrà suggellata nell'agosto del 1222.
Il 13 maggio 1224 Enrico Settala è però costretto nuovamente ad abbandonare la città di Milano, rifugiandosi nel suo castello di Brebia, lasciando come suo vicario Gerardo da Bascapè. La questione si risolse solo il 6 giugno 1225 ed il 10 giugno di quello stesso anno viene firmata nuovamente una pace tra le due fazioni.
Fu sempre Enrico Settala, poi, che il 16 agosto di quell'anno approvò lo statuto delle Clarisse (Francescane) per trasferirsi alla nuova sede milanese di Sant'Apollinare e per gli ecclesiastici, trasferiti in San Giovanni in Era.
Il 24 gennaio 1227, l'arcivescovo si fece personalmente promotore per sancire il definitivo possesso della basilica di Sant'Eustorgio a Milano da parte dei Domenicani.
Durante i suoi anni di episcopato, Enrico Settala era stato anche un fervido sostenitore dell'imperatore Federico II, il quale lo fece rientrare definitivamente nella propria sede episcopale nell'estate del 1227.
Il 1228 fu l'anno in cui l'arcivescovo milanese si garantì anche la sottomissione del vescovo Omobono di Cremona, con il sostegno del Pontefice e, grato di questo, accoglierà felicemente il suggerimento proposto dal Papa (con decreto del 3 ottobre di quello stesso anno) che vietava ai laici di predicare.
Enrico da Settala morì a Milano il 16 settembre 1230 e fu sepolto nella chiesa di San Francesco. Sul suo sepolcro quattro secoli dopo, nel 1652, fu apposta una lunga iscrizione latina:
HENRICVS SEPTALA

MEDIOLANI ARCHIEPISCOPVS

doctrina pietate ac rerum gestarum gloria

incomparabilis

ad tante regimen Ecclesiae

ab Innocentio III electus

ab Honorio III consecratus

comes Regum ac Dynastarum

cum egregia Mediolanensium Nobilium & Militum manu

Ierosolymitanam suscepit expeditionem

Metropolitani iuris mirus vindex fuit

instituto inquisitore iugulavit hæreses
 
Dominicarum & Franciscanum Ordines

in hanc Vrbem primus excepit eisque domicilia constituit

pluribus Ecclesiis patrimonium non mediocre addidit

Mediolanensi Ecclesia per Annos XVI & menses X

laboriosissime administrata

quievit Anno Sal[utis] MCCXXX XVI Kal[endis] Octobris

elatusque pio & vero universæ Italiæ dolore

hic iacet

Carolus Septala iurisconsultus collegiatus

Sanctissimi Domini nostri Innocentii X

utriusque Signaturæ Referendarius

& Metropolitanæ Mediol[anensis] Archipresbyter

bene merito propatruo tritavi maximo

Anno MDCLII

P[osuit].»
Nel 1652 i suoi resti furono traslati nella pieve di Settala.

## Genealogia episcopale
La genealogia episcopale è:
- Papa Gregorio IX
- Papa Onorio III
- Arcivescovo Enrico I da Settala